# 17993 Kluesing
A 17993 Kluesing (ideiglenes jelöléssel 1999 JT68) a Naprendszer kisbolygóövében található aszteroida. A LINEAR projekt keretében fedezték fel 1999. május 12-én.